# Буркадзе, Сергей Георгиевич
Сергей Георгиевич Буркадзе (1912 год, село Цихесулори, Кутаисский уезд, Кутаисская губерния, Российская империя — дата смерти неизвестна) — заведующий отделом сельского хозяйства Маяковского района, Грузинская ССР. Герой Социалистического Труда (1949).

## Биография
Родился в 1912 году в крестьянской семье в селе Цихесулори Гурийского уезда (сегодня — в Ванский муниципалитет). Окончил местную сельскую школу и позднее — сельскохозяйственный институт. Трудился на различных административных и хозяйственных должностях в сельском хозяйстве Грузинской ССР.
В феврале 1939 года призван на срочную службу в Красную Армию. С июня 1941 году участвовал в Великой Отечественной войне. Воевал в составе 802-го стрелкового полка 392-й стрелковой дивизии. В ноябре 1945 года демобилизовался в звании капитана и возвратился на родину, где стал заведовать отделом сельского хозяйства Маяковского района.
Занимался развитием сельского хозяйства в Маяковском районе. Благодаря его организаторской деятельности сельскохозяйственные предприятия в послевоенное время значительно повысили урожайность различных культур. В 1948 году сбор винограда в целом по району превысил план на 30,3 %. Указом Президиума Верховного Совета СССР от 9 августа 1949 года удостоена звания Героя Социалистического Труда за «получение высоких урожаев винограда в 1948 году» с вручением ордена Ленина и золотой медали «Серп и Молот».
Этим же Указом званием Героя Социалистического Труда были также награждены первый секретарь Владимир Соломонович Лорткипанидзе, председатель райисполкома Владимир Самсонович Дограшвили, главный районный агроном Наум Афанасьевич Порчхидзе и 26 тружеников-виноградарей различных колхозов Маяковского района.
За выдающиеся трудовые достижения по итогам 1949 года был награждён вторым Орденом Ленина.
Умер после 1985 года.
Награды
- Герой Социалистического Труда
- Орден Ленина — дважды (1949; 25.11.1950)
- Орден Отечественной войны 2 степени (11.03.1985)
- Медаль «За оборону Кавказа» (01.05.1944)